# Rikhabdeo
Rikhabdeo (o Rishabhdeo) è una suddivisione dell'India, classificata come census town, di 8.023 abitanti, situata nel distretto di Udaipur, nello stato federato del Rajasthan. In base al numero di abitanti la città rientra nella classe V (da 5.000 a 9.999 persone).

## Geografia fisica
La città è situata a 24° 05' 17 N e 73° 42' 02 E.

## Società

### Evoluzione demografica
Al censimento del 2001 la popolazione di Rikhabdeo assommava a 8.023 persone, delle quali 4.192 maschi e 3.831 femmine. I bambini di età inferiore o uguale ai sei anni assommavano a 1.148, dei quali 619 maschi e 529 femmine. Infine, coloro che erano in grado di saper almeno leggere e scrivere erano 6.126, dei quali 3.443 maschi e 2.683 femmine.